# Raiamas buchholzi
Raiamas buchholzi és una espècie de peix de la família dels ciprínids i de l'ordre dels cipriniformes present des del sud del Camerun fins al riu Congo. Els mascles poden assolir els 14 cm de longitud total.